# Ada Yonath
Ada E. Yonath, in ebraico  עדה יונת‎? (Gerusalemme, 22 giugno 1939), è una chimica e cristallografa israeliana, vincitrice del premio Nobel per la chimica nel 2009 assieme a Thomas Arthur Steitz e a Venkatraman Ramakrishnan per i suoi studi sulla struttura e sulla funzione dei ribosomi. Dirige lo Helen and Milton A. Kimmelman Center for Biomolecular Structure and Assembly del Weizmann Institute of Science. 
Nel 2009 è diventata la prima donna israeliana a vincere un premio Nobel, la prima donna del Medio Oriente a vincere un premio Nobel, nonché la prima donna a vincere un premio Nobel per la chimica in 45 anni.

## Biografia
Ada Yonath è nata a Gerusalemme nel quartiere Geula di Gerusalemme. I suoi genitori, Hillel ed Esther Lifshitz, erano sionisti immigrati da Łódź in Polonia nel 1933, prima della fondazione dello Stato di Israele. Suo padre era un rabbino che proveniva a sua volta da una famiglia rabbinica. 
I suoi genitori si stabilirono a Gerusalemme, dove aprirono un negozio di alimentari, tra difficoltà economiche. Abitavano in un piccolo appartamento con numerose altre famiglie: Yonath menziona che i libri erano l'unico strumento a sua disposizione per tenersi occupata.
Nonostante la loro povertà, i genitori la mandarono a scuola nel più benestante quartiere Beit HaKerem. Quando il padre morì, si trasferì a Tel Aviv, dove fu accettata alla scuola superiore Tichon Hadash benché la madre non potesse permettersi la retta. Per mantenersi agli studi, lei offriva lezioni di matematica ad altri studenti.
Da giovane fu ispirata da Marie Curie; nonostante ciò, non l'ha mai ritenuta un "modello".
Tornata a Gerusalemme, nel 1962 si laureò in chimica, specializzandosi nel 1964 in biochimica presso l'Università Ebraica di Gerusalemme. Nel 1968 conseguì presso il Weizmann Institute of Science di Rehovot un'ulteriore specializzazione in cristallografia.
Ha una figlia, Hagit Yonath, medico presso lo Sheba Medical Center, e una nipote, Noa. È la cugina di Ruchama Marton, attivista che si oppone alla contestazione dei territori contesi.
Ada Yonath ha richiesto più volte il rilascio senza condizioni di tutti i prigionieri terroristi di Hamas, affermando che "tenere prigionieri i terroristi incoraggia il loro proposito di danneggiare Israele e i suoi cittadini... quando non avremo più prigionieri da rilasciare loro non avranno più motivi per rapire israeliani".